# Carl Gustaf Klingstedt
Carl Gustaf Klingstedt, född 1657 i Riga, död i februari 1734 i Paris, var en svensk militär och miniatyrmålare.
Klingstedt trädde vid femton års ålder i svensk krigstjänst, över gick 1677 i fransk krigstjänst, varifrån han 1689 tog avsked för att ägna sig åt måleri. Först omkring 1711 blev han ordentligt känd, och under 1720-talet var han som mest på modet, för att därefter åter dala i popularitet. Namnet Klingstedt förvanskades till Clinchetet  och under sin höjdpunkt kallades han "Le Rapaël des tabatières". Klingstedts verk utgör till största delen galanta eller vågade scener på doslock, oftast utföra i grisaille med lätt isatt färg. Bland Klingstedts miniatyrer, som flitigt reproducerades av franska kopparstickare, märks Ung dam och Tre badande flickor i Nationalmuseum. Klingstedt finns även representerad i Wallace Collection i London, det bayerska nationalmuseet i München, i museer i Aix och Rouen samt flera privata svenska och utländska samlingar.